# Jeranovo
Jeranovo – wieś w Słowenii, w gminie Kamnik. W 2018 roku liczyła 104 mieszkańców.